# Denis du Moulin
Pour les articles homonymes, voir Du Moulin.
Denis du Moulin, également écrit Denys Dumoulin, né Pierre Denis, né à Meaux et mort le 15 septembre 1447 à Paris, est un pseudo-cardinal français du XVe siècle.

## Biographie
Denis du Moulin était marié et entre dans l'état ecclésiastique après la mort de sa femme, Marie de Courtenay-Champignelles. Il est chanoine des cathédrales de Reims, Embrun, Chartres  et Albi et chantre de la cathédrale de Vienne.

Du Moulin est élu archevêque de Toulouse en 1422. En 1439 il est nommé évêque de Paris et patriarche d'Antioche. Il est conseiller du roi Charles VII de France, ambassadeur en Savoie et soutient le schisme de l'antipape Félix.
L'antipape Félix V le crée cardinal lors du consistoire du 12 novembre 1440. On croit qu'il a résigné sa promotion.
Sa petite-fille Jacqueline du Moulin épousa René de Beauvau, baron de Moineville.